# Gobovce
Gobovce je naselje v Občini Naklo. Včasih so bile Gobovce zaselek bližnjih Podbrezij, od katerih jih loči ovinkasti klanec. Naselje je od središča občine najbolj oddaljeno, a zaradi dobrih cestnih povezav nič kaj zapostavljeno. Gobovce ležijo na levem bregu Save tik nad poplavno ravnico. Ob visokem vodostaju reke Save voda lahko doseže tudi najbližje hiše, ampak zelo redko. Od občine Radovljica in bližnjega Podnarta jih loči prav tako reka Sava, preko katere je zgrajen most. V neposredni bližini, na desnem bregu Save, skozi Podnart, teče tudi železnišna proga Ljubljana-Jesenice.

## Pričevanje iz antike
V bregu nad vasjo (nad regionalno cesto) je v konglomeratu na 480 m jama, proglašena kot arheološko najdišče. V njej so že leta 1895 našli zakladno najdbo novcev iz obdobja antike, največ iz 4. st.
- Pred jamo
- Pogled iz jame